# Старина (Воронежская область)
Старина — село Каширского района Воронежской области. Административный центр Старинского сельского поселения.
В состав села Старина вошёл посёлок Оболенский (бывшее село).

## География

### Улицы
- ул. 1 Мая,
- ул. Красносадовая,
- ул. Ленина,
- ул. Пришкольная,
- пр. Революции.